# Tropa de Elite 2: O Inimigo Agora É Outro
Tropa de Elite 2 – O Inimigo Agora É Outro és una pel·lícula brasilera de thriller d'acció del 2010dirigida i coproduïda per José Padilha, que la va coescriure amb Bráulio Mantovani i Rodrigo Pimentel. La seqüela de Tropa d'elit del 2007, afavoreix la trama d'un relat de semi-ficció del BOPE, la força d'operacions especials del Rio de Janeiro Policia Militar, amb un enfocament en la relació entre l'aplicació de la llei i la política. La pel·lícula es va estrenar al Brasil el 8 d'octubre de 2010.
Igual que la seva predecessora, la pel·lícula va rebre l'aclamació de la crítica i es va convertir en la pel·lícula més taquillera i la pel·lícula més taquillera de tots els temps al Brasil, per davant de Dona Flor e Seus Dois Maridos i  Avatar, respectivament. Va ser seleccionada com a entrada brasilera per a la Millor pel·lícula en llengua estrangera als Premis Oscar de 2010, però finalment no va ser nominada.

## Argument
Tretze anys després dels esdeveniments de la primera pel·lícula, l'antic capità de BOPE (ara tinent coronel) Nascimento és emboscat mentre sortia d'un hospital. Mentre el seu cotxe és ruixat amb bales, la seva veu en off narra els esdeveniments que van conduir fins a aquest punt.
Quatre anys abans, Nascimento arriba al Complex Penitenciari de Bangu per sufocar un motí iniciat pel cap de banda Beirada, que exigeix que Diogo Fraga, professor i activista dels drets humans, que negocii les seves condicions. Fraga és escortat al lloc i convenç en Beirada d'alliberar els ostatges, però el protegit de Nascimento, el capità André Matias, dispara a Beirada contra les ordres de Nascimento, la qual cosa provoca la mort de múltiples reclusos.
Nascimento s'assabenta que el comandant de PMERJ Formoso planeja acomiadar-lo a causa de la mala publicitat i s'enfronta a ell en un restaurant, només per ser aplaudit per altres comensals per la seva dura línia. El secretari d'Estat per a la Garantia de Seguretat Pública de Rio de Janeiro aprofita l'oportunitat i promou Nascimento, però transfereix Matias a la policia ordinària com a boc expiatori. Nascimento promet a Matias la seva ajuda, però Matias informa a la periodista Clara Vidal de la corrupció del govern i la manca de suport al BOPE, la qual cosa condueix a una pena de presó. Fraga, ara casat amb l'exdona de Nascimento, Rosane, és escollit a l'Assemblea Estatal de Rio.
Nascimento amplia l'arsenal, el personal, els vehicles blindats i els helicòpters del BOPE, la qual cosa els permet eliminar càrtels sencers de la droga de les faveles, amb l'esperança que això redueixi la corrupció policial. No obstant això, els policies bruts liderats pel major Rocha formen una milícia, que elimina el tràfic mentre extorsiona diners de les empreses i construeix una màquina política.
Quatre anys més tard, milicians disfressats roben rifles d'una comissaria de policia a Tanque, un dels últims reductes de la droga, donant als seus aliats corruptes un pretext per exigir a les autoritats que expulsin els traficants fortament armats, permetent a la milícia prendre el relleu. Nascimento escolta les escoltes telefòniques dels distribuïdors i assegura a Guaracy que no estan involucrats; tanmateix, el corrupte tinent coronel Fabio Barbosa afirma que un informant els ha implicat i la batuda és autoritzada. Matias, retornat a BOPE per Rocha, ocupa l'estació i embosca els traficants que fugen, tortura al capturat líder de la droga Pepa per saber on són les armes robades. Quan arriba Rocha i inexplicablement dispara Pepa, Matias s'enfronta a ell, però és afusellat pels homes de Rocha.
Devastat per la mort de Matias, Nascimento, conscient que Fraga ha estat investigant la milícia, truca al seu telèfon. Vidal, també investigant, entra en una de les favel·les de Rocha i troba el material de reelecció del governador. Ella truca a Fraga però és atrapada pel grup de Rocha, que la maten a ella i al seu fotògraf. Nascimento escolta la trucada, s'adona que Fraga és ara un objectiu, agafa la gravació i va darrere d'ell; mentre espera fora de l'edifici de Fraga, Fraga, Rafael i Rosane arriben i són atacats en un tiroteig en cotxe. Nascimento dispara a l'agressor, però Rafael queda ferit. El porten a l'hospital i Nascimento lliura la gravació a Fraga, després del qual ataca Guaracy, amenaçant de matar tots els implicats si el seu fill mor.
L'Assemblea obre una investigació sobre les desaparicions dels periodistes a partir de la gravació lliurada per Fraga. No obstant això, Nascimento és acusat d'haver manipulat el telèfon de Fraga per espiar Rosane, forçant la seva dimissió. Creient que la seva milícia serà boc expiatori, Rocha intenta emboscar-lo després d'una visita a Rafael; tanmateix, Nascimento, esperant un atac, és ajudat pels agents de la BOPE. Disparan a alguns dels agressors, però Rocha escapa.
Nascimento està cridat a declarar i implica el governador, Guaracy i moltes altres persones com Gregorio Fortunato, un legislador i presentador de televisió que va donar suport a la milícia, ja que molts oficials corruptes i associats són assassinats per evitar que aportin proves. El governador, però, és reelegit i Guaracy esdevé representant de Rio. L'escena final mostra a Nascimento reflexionant sobre l'escenari polític al Brasil i afirmant que "mentre es mantinguin les condicions del sistema, es mantindrà". Visita Rafael mentre es desperta lentament del seu coma.

## Repartimentt
- Wagner Moura com a Roberto Nascimento, tinent coronel de la PMERJ i subsecretari estatal de Seguretat Pública.
- Irandhir Santos com a Diogo Fraga, un professor d'història que esdevé representant de l'estat després de la polèmica de Bangu I. Nou marit de Rosane, és un polític d'esquerres que es presenta com a representant estatal a la Cambra Federal de Diputats. El paper de Fraga es va inspirar en el polític de la vida real Marcelo Freixo.[6]
- André Ramiro com el capità André Matias, un oficial del BOPE.
- Maria Ribeiro com a Rosane Fraga, exdona de Nascimento, actual esposa de Fraga.
- Pedro Van-Hel com a Rafael "Rafa" Nascimento, el fill adolescent de Nascimento i Rosane.
- Sandro Rocha com a Capità/Major Rocha, un dels principals antagonistes de la pel·lícula. Rocha va tenir un petit paper a la primera pel·lícula, sent un dels sargents sota el control de Fabio.
- Milhem Cortaz retrata el tinent coronel/coronel Fabio Barbosa.
- Tainá Müller interpreta la Clara, una periodista. A la pel·lícula, Matias llegeix la seva entrevista sobre el desballestament del BOPE, després de ser expulsat del mateix batalló a causa dels fets de la rebel·lió a Bangu I i després ajuda el diputat Diogo Fraga en la investigació de les milícies.
- André Mattos com a Fortunato, representant estatal i presentador d'un programa de televisió sensacionalista.
- Seu Jorge com a Beirada, un condemnat responsable de l'aixecament de Bangu I.

## Producció

### Càsting i personatges
El primer membre a ser reconegut va ser Wagner Moura, que torna amb el seu personatge Roberto Nascimento, ara ascendit de capità a tinent coronel. A Tropa de Elite 2 – O Inimigo Agora é Outro, Nascimento té 40 anys i té els cabells una mica més grisos. André Ramiro també torna com a capità André Matias (ascendit a cadet oficial); l'actor va ser preparat per professionals de la CATI-SWAT per donar ordres als policies a la pantalla. El músic i actor Seu Jorge (que va interpretar a Mané Galinha a Cidade de Deus) va ser convidat pel director José Padilha per actuar com un dels antagonistes, Beirada; Maria Ribeiro també torna com a Roseane, que ja no està casada amb Nascimento, sinó amb un Congressista d'extrema esquerra. Tainá Müller, que no estava a la primera pel·lícula, interpreta a Clara, representant dels mitjans de comunicació. Sandro Rocha, que va tenir poc temps a la pantalla durant la primera pel·lícula, ara té un paper més important, interpretant el major Rocha, conegut com Russo (rus), cap de la milícia.

### Preparació del repartiment
Entre novembre i desembre de 2009, abans de començar la gravació de la pel·lícula, tots els actors -excepte Maria Ribeiro, aleshores embarassada- tenien una rutina d'entrenament, dirigida per Fátima Toledo. Part del repartiment també va passar per un camp d'entrenament a Rio, coordinat per Paulo Storani, assessor de seguretat, i amb la participació de membres del BOPE i del CATI. André Ramiro va dir: "Ens van tractar com a vertaders policies. No 'sóc massa important'. També vaig haver de dir 'No, senyor. Sí, senyor'". Wagner Moura va tenir lliçons de jujutsu brasiler del lluitador Rickson Gracie. La formació va ajudar a aportar un cert grau de realitat a la pel·lícula; els actors havien d'aprendre les tècniques adequades per manejar les armes i també les estratègies d'acció a les zones de risc, a més d'un fort programa de fitness, més dur pels que no estaven a la primera pel·lícula.

### Rodatge i postproducció
El rodatge va començar el 25 de gener de 2010, amb la participació de vuitanta policies reals com a extres. L'1 de febrer, la gravació va tenir lloc al Morro Dona Marta, al municipi de Botafogo, amb l'ús de dos helicòpters i canons pesats, fet que va fer que els veïns del costat pensessin que era un autèntic tiroteig. Per a les escenes que es van produir a la presó Bangu 1, quaranta professionals van treballar durant dos mesos construint un centre de detenció de 500 m², basat en anotacions del director d'art Tiago Marques sobre el lloc, ja que no van obtenir autorització. per fer fotos de l'edifici real. Les escenes de la presó es van gravar durant els quatre dies del carnaval de 2010. Una de les escenes de la pel·lícula es rodaria a la Casa del Congrés a Brasília, però la producció no va poder obtenir permís. Es va construir un fals comitè d'ètica dins de la Federació d'Indústries de Rio de Janeiro, i la gravació va tenir lloc el 15 d'abril. El rodatge es va fer el mateix mes i la pel·lícula va passar a la postproducció.

## Alliberament

### Estratègia contra les filtracions
Després que la primera pel·lícula es filtrés i quedés en mans de milions de persones abans de la data d'estrena oficial, la tripulació de Tropa de Elite 2 va crear una estratègia per evitar que li passés el mateix a la preqüela. Abans de començar la producció, Marcos Prado va informar que, "Aquesta vegada tindrem un esquema de seguretat especial. Tindrem un equip de seguretat que vetllarà per l'edició, transportant les bobines i atenent cada petit detall. Es conservarà la matèria primera". El director José Padilha ha conclòs: "No externalitzarem cap dels passos. Estem fent tota la postproducció a la nostra empresa, dins del nostre caveirão. El guió va ser enviat a l'Agència Nacional del Cinema amb el títol "Delinqüència organitzada" i va ser imprès amb tinta vermella, per evitar la fotocòpia. La unitat de producció va llogar un pis, vigilat per càmeres, on es feia el muntatge. Quatre persones tenien accés al lloc, només mitjançant contrasenyes, i sense cap mitjà d'accés a Internet. Una altra estratègia utilitzada va ser el marcatge de cada exemplar enviat als cinemes; d'aquesta manera si alguna de les còpies s'enregistrava il·legalment, sabrien d'on provenia. Els policies militars de São Paulo també van ajudar a evitar la filtració. La pel·lícula final, encara sense so, es va posar en una caixa forta.

### Llançament nacional
Tropa de Elite 2 – O Inimigo Agora é Outro va batre els rècords nacionals del cap de setmana d'estrena al Brasil, amb més d'1,25 milions d'espectadors durant el seu primer cap de setmana. Aquesta estrena va ser la cinquena més gran de la història del Brasil i la més gran d'una pel·lícula brasilera fins ara. Un total de 696 sales van projectar la pel·lícula, algunes fins a vuit vegades al dia. En tres setmanes, la pel·lícula va superar la marca dels 60 milions R$ d'ingressos bruts i més de sis milions d'espectadors, i es va convertir en la pel·lícula brasilera més reeixida del segle XXI fins ara als cinemes locals. En només nou setmanes, la pel·lícula va superar els deu milions d'espectadors als cinemes de tot el país, convertint-se en la taquilla més alta d'una pel·lícula local de la història del Brasil.

### Llançament al Regne Unit
Tropa de Elite 2 – O Inimigo Agora é Outro va ser llançada al Regne Unit per Revolver Entertainment el 12 d'agost de 2011.

### Llançament als Estats Units
La pel·lícula es va estrenar als Estats Units el gener de 2011 al Festival de Cinema de Sundance. Des d'aleshores, s'ha projectat a diversos festivals, inclòs Austin Fantastic Fest. La pel·lícula es va estrenar a Nova York l'11 de novembre de 2011 i a Los Angeles el 18 de novembre de 2011.

## Recepció
El lloc web de l'agregador de ressenyes Rotten Tomatoes dóna a la pel·lícula una puntuació d'aprovació del 91% basada en les ressenyes de 46 crítics, i una mitjana ponderada de set sobre deu afirma: "Tropa de Elite 2 – O Inimigo Agora é Outro és una baixada desolada i violenta cap al ventre brasiler, que arriba a les faveles amb una força cinètica i imparable." A Metacritic, la pel·lícula va rebre una puntuació mitjana del 71% basada en 18 crítiques, la qual cosa indica "crítiques generalment favorables".

## Possible seqüela
En una roda de premsa posterior a l'exposició de Tropa de Elite 2 – O Inimigo Agora é Outro al Festival de Berlín, José Padilha va ser preguntat sobre el possible seguiment. Va descartar la possibilitat de fer  Tropa de Elite 3. "T'he dit tot el que volia dir sobre la violència", va dir el director.Wagner Moura va plantejar la possibilitat que la tercera pel·lícula es faria sense el personatge que va interpretar. "El capità Nascimento no té on anar des del punt de vista de la dramatúrgia, pels grans diners que pot produir", va dir en una entrevista a GQ al setembre.